# Estret de Wilkins
L'estret de Wilkins (oficialment, en anglès, Wilkins Sound) és un estret de l'Antàrtida que està ocupat en gran part per la plataforma de gel Wilkins; està situat entre la concava línia de costa occidental de l'illa d'Alexander i les costes de l'illa Charcot i l'illa Latady situades més cap a l'oest.
La seva part nord va ser descoberta i cartografiada aproximadament el 1910 per una expedició antàrtica francesa sota el comandament de Jean-Baptiste Charcot i es va sobrevolar el 1929 per Sir Hubert Wilkins. La configuració de l'estret fou determinada el 1940 mitjançant vols exploratoris del US Antarctic Service (USAS). Fou anomenat així per l'USAS en honor d'Hubert Wilkins, que el 1929 fou el primer a demostrar que "la terra de Charcot" era en realitat una illa i era per tant, indirectament, el descobridor de l'existència de l'estret. L'existència de l'illa Latady en el costat sud-oest de l'estret fou determinada el 1960 per D.J.H. Searle del Falkland Islands Dependencies Survey (FIDS) mitjançant l'examen de fotos aèries fetes per la Ronne Antarctic Research Expedition (RAR) del 1947-48.

## Plataforma de gel Wilkins
La plataforma de gel Wilkins és una plataforma de gel rectangular que mesura al voltant de 130 kilòmetres de llarg i 95 kilòmetres d'ample. El tret ocupa la part central de l'estret Wilkins, del qual agafa el seu nom. El nom fou proposat pel UK Antarctic Place-Names Committee (UK-APC) el 1971. El 25 de març DE 2008 un fragment de 400 kilòmetres quadrats de la plataforma de gel Wilkins es desintegrava, i posava en risc una porció encara més gran de la plataforma. Els cientifics s'han sorprès quan han descobert que la resta de la plataforma de 14.000 kilòmetres quadrats, 2 vegades la superfície de la província de Barcelona, s'està començant a separar del continent. El que queda de la plataforma Wilkins s'aguantava per una estreta franja de gel, que va cedir a principis d'abril del 2009.
L'esfondrament recent d'aquesta porció de la plataforma de gel es considera que és un resultat de l'escalfament global. El 1993 el professor David Vaughn del British Antarctic Survey (BAS) pronosticava que era probable que la part nord de la plataforma de gel Wilkins es perdés en un termini de 30 anys si l'escalfament de clima a la península Antàrtica continuava al mateix ritme.